# Тьягу Террозу
Тьягу Андре Рамуш Террозу (порт. Tiago André Ramos Terroso; нар. 13 січня 1988, Віла-ду-Конді) — португальський футболіст, півзахисник.

## Біографія
Починав грати в клубі рідного міста «Ріу Аве». Також виступав у португальських клубах «Пампільйоза», «Варзін» і «Уніан Лейрія». З лютого по грудень 2012 року — в «Чорноморці».